# Силвия Солер Еспиноса
Силвия Солер Еспиноса (на испански: Silvia Soler Espinosa) е испанска тенисистка, родена на 19 ноември 1987 г. Най-високата ѝ позиция в ранглистата за жени на WTA е 60 място, постигнато на 7 май 2012 г. Има 3 титли от турнири на ITF.